# Libertas Brindisi 1967-1968
La Libertas Brindisi 1967-1968, prende parte al campionato italiano di Serie B, girone B a 12 squadre. Chiude la stagione regolare al nono posto con 9V e 13P, 1290 punti segnati e 1357 subiti.

## Storia
La Libertas Brindisi perde Giuseppe Galluccio per problemi fisici, nei consueti trasferimenti annuali tra squadre brindisine Giancarlo Felline passa all'ASSI Brindisi, e Vittorio Sangiorgio viene prelevato dal Basket Brindisi. Il miglior giocatore allievo del 1967, Marco Lonero, viene ceduto alla Simmenthal Milano. Calderari è il miglior marcatore della squadra e secondo marcatore del girone, con 403 punti in 21 partite seguito da Giuri con 232 p. e Musci con 135 p.. La Libertas Brindisi a fine stagione è la squadra con la migliore % ai tiri liberi del girone con il 68%.  A livello juniores la Libertas arriva quinta alle finali nazionali di Trieste.

## Roster
| Libertas Brindisi 1967/1968 | Libertas Brindisi 1967/1968 |
| Giocatori                   | Staff tecnico               |
| --------------------------- | --------------------------- |

| N. | Naz.              | Ruolo | Nome                | Anno | Alt.   | Peso |  |
| -- | ----------------- | ----- | ------------------- | ---- | ------ | ---- |  |
| 7  | Italia (bandiera) | A     | Vincenzo Giuri      | 1943 | 181 cm |      |  |
| 8  | Italia (bandiera) | AC    | Giuseppe Rutigliano | 1948 | 192 cm |      |  |
| 9  | Italia (bandiera) | G     | Claudio Calderari   | 1944 | 182 cm |      |  |
| 10 | Italia (bandiera) | G     | Antonio Guadalupi   |      |        |      |  |
| 11 | Italia (bandiera) | G     | Franco Musci        |      |        |      |  |
| 12 | Italia (bandiera) | C     | Vittorio Sangiorgio | 1941 | 195 cm |      |  |
| 13 | Italia (bandiera) | A     | Piero Labate        | 1951 | 193 cm |      |  |
|    | Italia (bandiera) | C     | Giuseppe Lonati     | 1951 | 198 cm |      |  |
|    | Italia (bandiera) | G     | Luigi Longo         | 1952 | 189 cm |      |  |
|    | Italia (bandiera) | A     | Luigi Pellecchia    | 1949 |        |      |  |
|    | Italia (bandiera) | G     | Mario Panessa       | 1949 | 181 cm |      |  |
|    | Italia (bandiera) | C     | Giuseppe Antelmi    | 1951 | 193 cm |      |  |
| 6  | Italia (bandiera) | P     | Brunetto Cocciolo   | 1948 | 182 cm |      |  |
|    | Italia (bandiera) | C     | Alessandro Duranti  |      | 198 cm |      |  |

| Allenatore             |
| - Elio Pentassuglia    |
| Assistente/i           |
| Legenda - (C) Capitano |

## Risultati
| Arbitri: | Ardito (Napoli) Compagnoni (Napoli) |

|                                      |       |                           |
| Correddu 20, Nanut 13, Pedrazzini 12 | Punti | Calderari 15, Guadalupi 9 |

| Arbitri: | Tieri (Napoli) Nasti (Napoli) |

|                                      |       |                                 |
| Calderari 18, Guadalupi 11, Giuri 10 | Punti | Guidi 22, Bertucci 17, Posar 11 |

| Arbitri: | Bottari (Messina) Coglitore (Messina) |

|                        |       |                         |
| Calderari 20, Giuri 16 | Punti | Cavallini 15, Crippa 10 |

| Arbitri: | Compagnoni (Napoli) Ardito (Napoli) |

|                      |       |                                  |
| Vento 17, Allegra 15 | Punti | Calderari 31, Musci 12, Giuri 10 |

| Arbitri: | Cardullo (Messina) Fiuchino (Ragusa) |

|                                     |       |                                  |
| Calderari 13, Giuri 8, Rutigliano 8 | Punti | Mannari 12, Marcacci 10, Ninci 9 |

| Arbitri: | Ugatti (Salerno) Picone (Salerno) |

|                                  |       |                        |
| Rossi 21, Hausmann 19, Carelli 9 | Punti | Calderari 17, Giuri 17 |

| Arbitri: | Fiorito (Roma) Martolini (Roma) |

|                        |       |                          |
| Calderari 31, Giuri 13 | Punti | Polenta 14, Giampieri 12 |

| Arbitri: | Buonaccorsi (Messina) Bottari (Messina) |

|                                    |       |                          |
| Calderari 24, Giuri 13, Panessa 13 | Punti | Fucile 26, Napolitano 14 |

| Arbitri: | Moroni (Roma) Massese (Formia) |

|                                           |       |                                     |
| Nigrisoli 19, De Simone 12, Perracchia 10 | Punti | Calderari 27, Giuri 11, Guadalupi 8 |

| Arbitri: | Ferri (Imola) Rotondi (Ferrara) |

|                        |       |                                      |
| Giuri 26, Calderari 22 | Punti | Paoli 16, Kristiancic 14, Ogliaro 10 |

| Arbitri: | Serrazanetti (Bologna) Righi (Bologna) |

|                                       |       |                                       |
| Spinetti 24, Albanese 15, Falconer 14 | Punti | Giuri 11, Calderari 11, Rutigliano 11 |

| Arbitri: | Bagherini (Firenze) Vitale (Pisa) |

|                       |       |                                        |
| Sangiorgio 9, Giuri 9 | Punti | Sabbatini 13, Pedrazzini 13, Rigucci 9 |

| Arbitri: | Innocenti (Milano) Trevisani (Milano) |

|                                    |       |                                      |
| Mazzanti 21, Tonietti 15, Guidi 12 | Punti | Musci 20, Calderari 16, Rutigliano 9 |

| Arbitri: | Buonomini (Roma) Tani (Roma) |

|                                    |       |                          |
| Carucci 23, Lardel 10, Cavallini 8 | Punti | Calderari 28, Panessa 12 |

| Arbitri: | Martolini (Roma) Fiorito (Roma) |

|                                    |       |                                |
| Calderari 20, Panessa 17, Giuri 11 | Punti | Cuccia 16, Blasone 14, Vento 8 |

| Arbitri: | Filippone (Roma) Cagnazzo (Roma) |

|                                  |       |                                     |
| Nisci 16, Marnai 11, Marcacci 10 | Punti | Giuri 14, Panessa 10, Sangiorgio 10 |

| Arbitri: | D'Argenio (Avellino) Melillo (Avellino) |

|                                     |       |                                 |
| Calderari 14, Sangiorgio 12 Giuri 8 | Punti | Rossi 17, Garelli 13, Gramazi 8 |

| Arbitri: | Izzo (Roma) Serrazanetti (Bologna) |

|                                          |       |                                    |
| Sardagna 21, Belardinelli 12, Polenta 10 | Punti | Calderari 13, Panessa 10, Giuri 10 |

| Arbitri: | Totaro (Palermo) Scuderi (Catanzaro) |

|                                |       |                                 |
| Ferraro 13, Fucile 11, Sanna 8 | Punti | Calderari 19, Giuri 13, Musci 9 |

| Arbitri: | Ravaioli (Colleferro) Sgreccia (Colleferro) |

|                                     |       |                                           |
| Calderari 20, Panessa 15, Labate 13 | Punti | De Simone 15, Di Antonio 13, Nigrisoli 13 |

| Arbitri: | Ugotti (Avellino) Picone (Salerno) |

|                                       |       |                                         |
| Paoli 32, Kristiancic 19, Rovacchi 11 | Punti | Calderari 19, Panessa 13, Sangiorgio 10 |

| Arbitri: | Bianchi (Livorno) Ardito (Napoli) |

|                                   |       |                                       |
| Calderari 22, Giuri 15, Labate 11 | Punti | Napoleoni 22, Spinetti 11, Albanese 8 |

## Fonti
La Gazzetta del Mezzogiorno edizione 1967-68